# Munster, Moselle
Munster är en kommun i departementet Moselle i regionen Grand Est (tidigare regionen Lorraine) i nordöstra Frankrike. Kommunen ligger i kantonen Albestroff som tillhör arrondissementet Château-Salins. År 2022 hade Munster 235 invånare.

## Befolkningsutveckling
Antalet invånare i kommunen Munster
| Referens: INSEE |